# Edwardsina confusa
Edwardsina confusa är en tvåvingeart som beskrevs av Peter Zwick 1981. Edwardsina confusa ingår i släktet Edwardsina och familjen Blephariceridae. Inga underarter finns listade i Catalogue of Life.